# Heinrichs bei Weitra
Heinrichs bei Weitra ist eine Ortschaft und eine Katastralgemeinde der Gemeinde Unserfrau-Altweitra im Bezirk Gmünd in Niederösterreich mit 197 Einwohnern (Stand 1. Jänner 2025). Bis Ende 1970 war Heinrichs bei Weitra eine eigenständige Gemeinde.

## Geografie
Das in den Lembach entwässernde Dorf befindet sich rechts oberhalb desselben am Nordhang des Kudelrings (752 m ü. A.) und ist über die Landesstraße L71 erreichbar. Die Gehöfte des Dorfes sind um einen linsenförmigen Anger angelegt. Zur Ortschaft zählen weiters die Rotte Göllitzhof sowie zwei Einzellagen. Am 1. April 2020 umfasste die Ortschaft 77 Adressen.

## Namensgebung
Der Name des Ortes verweist auf den Vornamen Heinrich und ist seit 1945 gebräuchlich. Bis 1918 wurde der Ort „Heinreichs an Böhmen“, danach „Heinreichs bei Weitra“ und während des Zweiten Weltkriegs „Heinreichs bei Gmünd“ genannt.

## Geschichte
Im Jahr 1822 wurde der Ort als Dorf mit 56 Häusern genannt, das über eine Pfarre und eine Schule verfügte. Die Herrschaft Weitra besaß die Ortsobrigkeit, übte die Landgerichtsbarkeit aus und besorgte die Konskription. Die Untertanen und Grundholde des Ortes gehörten den Herrschaften Weitra und Engelstein.
Im Rahmen der Niederösterreichischen Kommunalstrukturverbesserung trat die damalige Ortsgemeinde Heinrichs bei Weitra per 1. Jänner 1971 der Gemeinde Unserfrau-Altweitra bei.

## Siedlungsentwicklung
Zum Jahreswechsel 1979/1980 befanden sich in der Katastralgemeinde Heinrichs bei Weitra insgesamt 78 Bauflächen mit 35.383 m² und 91 Gärten auf 46.895 m², 1989/1990 waren es 79 Bauflächen. 1999/2000 war die Zahl der Bauflächen auf 274 angewachsen und 2009/2010 waren es 145 Gebäude auf 277 Bauflächen.

## Landwirtschaft
Die Katastralgemeinde ist landwirtschaftlich geprägt. 429 Hektar wurden zum Jahreswechsel 1979/1980 landwirtschaftlich genutzt und 517 Hektar waren forstwirtschaftlich geführte Waldflächen. 1999/2000 wurde auf 395 Hektar Landwirtschaft betrieben und 553 Hektar waren als forstwirtschaftlich genutzte Flächen ausgewiesen. Ende 2018 waren 389 Hektar als landwirtschaftliche Flächen genutzt und Forstwirtschaft wurde auf 552 Hektar betrieben. Die durchschnittliche Bodenklimazahl von Heinrichs bei Weitra beträgt 18,7 (Stand 2010).

## Persönlichkeiten
- Ernst Skrička (1946–2020), Pädagoge, Maler und Grafiker, lebte und arbeitete ab 1979 im Ort
- Ambros Ebhart (* 1952), emeritierter Abt von Stift Kremsmünster